# Stryszawka
Stryszawka – potok, lewy dopływ Skawy. Ma długość 16,2 km, powierzchnię dorzecza 139,7 km². Dolina górnej i środkowej Stryszawki oddziela od siebie dwa pasma górskie: Pasmo Jałowieckie i Pasmo Solnisk. Pasma te w regionalizacji fizycznogeograficznej Polski według Jerzego Kondrackiego zaliczane są do Beskidu Makowskiego, w nowszej regionalizacji z 2018 roku do Beskidu Żywiecko-Orawskiego, w najszerszym ujęciu do Beskidu Żywieckiego.
Źródła Stryszawki znajdują się na północno-zachodnich stokach Jałowca na wysokości ok. 880 m n.p.m. Spływa początkowo w kierunku północno-zachodnim, u podnóży Przełęczy Cichej zmienia kierunek na północno-wschodni, potem północny, a w dolnym biegu wschodni. Uchodzi na terenie Suchej Beskidzkiej na wysokości 324 m n.p.m. Stryszawka, a także jej niektóre dopływy, jest poprzegradzana w wielu miejscach progami.
Zlewnia Stryszawki jest niesymetryczna; większość dopływów to potoki prawobrzeżne. W kolejności od góry w dół są to: Roztoki (Uporny Potok), Siwcówka, Janicki Potok, Hucisko, Czerna, Zasepnica. Dopływami lewobrzeżnymi są potoki Lachówka i Błądzonka. Nad Stryszawką położone są miejscowości Stryszawa i Sucha Beskidzka.